# Ascurra
Ascurra là một đô thị thuộc bang Santa Catarina, Brasil. Đô thị này có diện tích 111,672 km², dân số năm 2007 là 6761 người, mật độ 67,2 người/km².